# Zoboralja
Zoboralja vagy Zoborvidék történelmi tájegység Szlovákiában, amely Nyitráról északkeletre húzódó Tribecs-hegység keleti nyúlványainál, Zobor és Zsibrice közti hegylánc, valamint Piliske  jobb oldalán terül el.

## Földrajz
Eredetileg 13 Árpád-korban alapított falut foglalt magában, melyek 3 kisebb egységre oszthatók. Hegyaljai települések: Alsóbodok, Alsócsitár, Nyitragerencsér, Gímes, Kolon, Barslédec, Nyitrageszte, Pográny, Zsére. A hegyvonulat északnyugati felén a hegymegiek: Menyhe, Béd a Nyitra-folyón túl pedig a vízmegiek terülnek el: Egerszeg, Vicsápapáti.
Gyakran a következő – ma már szlovák lakosú – falvakat is ide sorolják: Alsóelefánt, Felsőelefánt, Zobordarázs, Üzbég, Sarlókajsza, Gímeskosztolány, Néver, Család. 
Újabban a név használatos a többi Nyitra-vidéki magyarlakta falura is: Babindál, Berencs, Nyitracsehi, Csiffár, Aha, Nyitraszőlős, Kalász, Kiscétény és Nagycétény, Nagyhind, Nemespann, Tild, valamint az Érsekújvári járásból Nyitranagykér, a Vágsellyei járásból pedig Királyi.

## Néprajz
Vallási tekintetben a magyarság körében erős a katolikus vallás hatása, hiszen a Zobor-hegyen apátság, Nyitrán káptalan és 1110 óta püspöki székhely működött, valamint az esztergomi érsek verebélyi (1186) és szentgyörgyi székhelyű prediális katonanemesei is a környéken laktak.
Dallamaiban és balladái tematikájában párhuzamot mutat Nyitra vidéke más tájakkal, főként Erdéllyel. Ennek magyarázatát a székelyek eredetével szokás magyarázni, ennek bizonyítása (székely eredetkérdés, illetve a szokások ilyen hosszú idejű szinte változatlan fennmaradása) azonban egyelőre kérdéses. A táj a tűzugrás és szentiványi énekek fennmaradásának klasszikus terepe.
1906 és 1917 között Kodály Zoltán több alkalommal ellátogatott a zoboralji magyar községekbe, ahol összesen 947 népdalt jegyzett le. Példáját számos kutató követte.
Zoboralja és a Nyitra-vidék temetkezési szokásait és a halállal kapcsolatos hiedelmeit Virt István kutatta. Kutatási eredményeit a Magyar Tudományos Akadémia Néprajzi Kutatócsoportja kiadványsorozatában, a Folklór Archívum 17. kötetében jelentette meg 1987-ben.
Többek között Czövek Judit, a Magyar Tudományos Akadémia Néprajzi Intézetének munkatársa 1985-ben kutatást végzett Alsódobokon, Béden, Gímesen, Kolonban, Menyhén, Zsérén, Pogrányban és Vicsápapátiban. A Zoborvidék temetkezéssel kapcsolatos népszokásainak és énekeinek feldolgozását a Ha mi meghalunk … Zoborvidéki virrasztóénekek című művében jelentette meg.

## Történelem
A honfoglalás után székely gyepűőrök szolgáltak itt, amiért az itteni és vág-völgyi magyarokat székely eredetűeknek tartják.

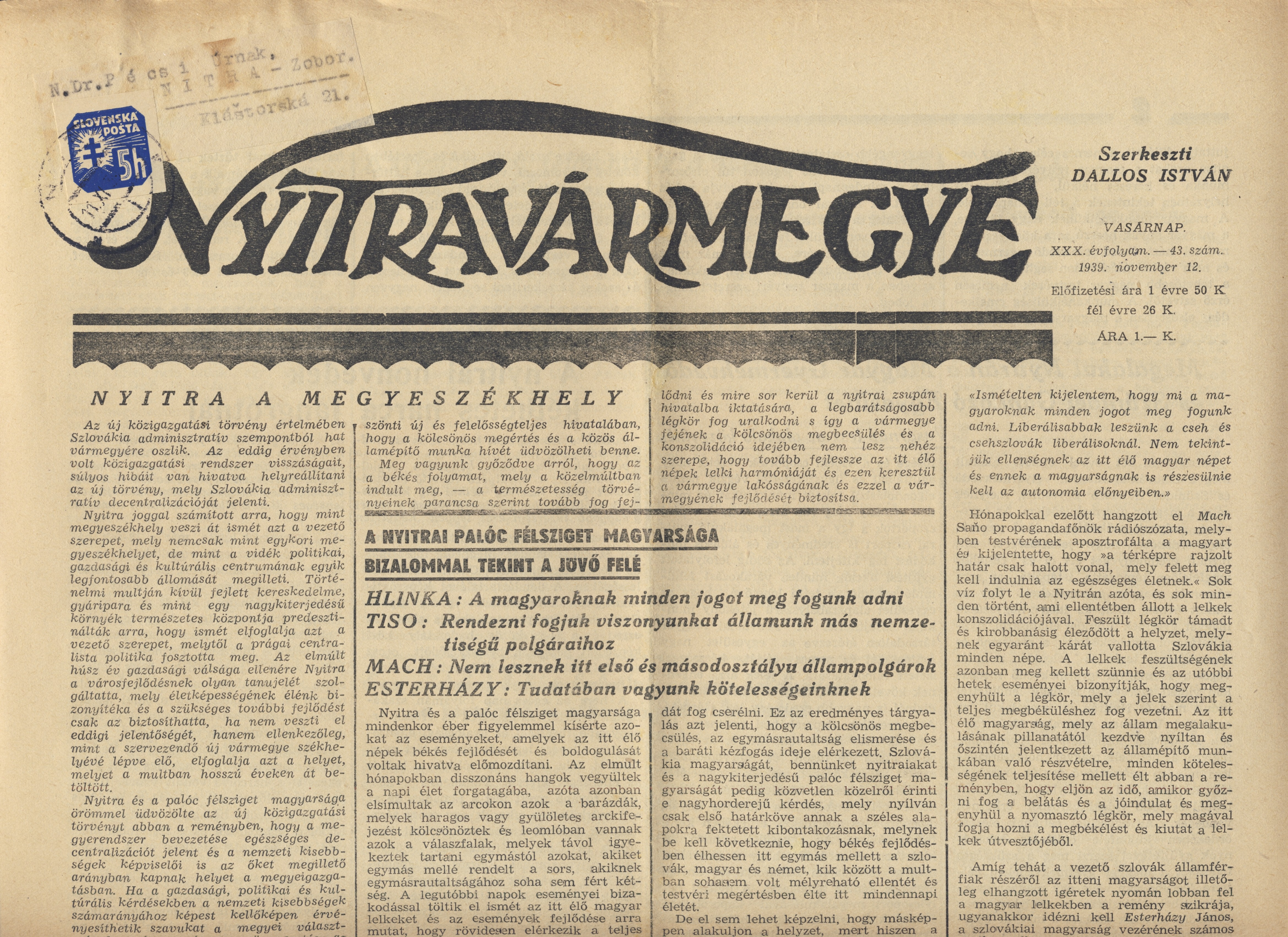
Nyitravármegye hetilap 1939 novemberében

A zoboralji magyarság az első bécsi döntést követően sem került magyar közigazgatás alá, s helyzete a reciprocitás elvének következetes betartatása nyomán fokozatosan romlott. Számos visszaélés történt ekkor (is) például a magyar szülők törvényes iskolaválasztási jogának megsértésével. A második világháború után a jogfosztások nem kerülték el a Nyitrai járást sem, azonban az eredetileg 27 járást tartalmazó betelepítési övezetből kivették az Aranyosmaróti- és a Nyitrai járás településeit.

## Demográfia
A török kiűzése után az ún. Nyitra-vidék erős újratelepítésnek volt kitéve főként a Magyar királyság északi területeiről és morva vidékről. Ennek során a környék katolikussága újra megerősödött. Valószínűleg ennek a számlájára írható az olyan református magyar közösségi központok eltűnése, melyek a 16. században még virágoztak (például Komját, Ürmény). Természetesen ebben nagy szerepet játszott az ellenreformáció. Másutt, ahol nem volt hitbéli különbség az újonnan érkező szláv elemek az idők folyamán elmagyarosodtak. Ennek ellenére általános volt a nyelvhatár délebbre húzódása, mint ahogy több korábbi magyar nyelvsziget és vegyes terület feloldódása is.
A 19. században Nyitra városában még azonos arányban éltek szlovákok és magyarok a számottevő német közösséggel együtt, mely később még a magyarok javára alakult, mára már azonban a 20. században bekövetkezett demográfiai változások, háborúk, jogfosztások, kitelepítések és emigráció hatására a magyarok számaránya drasztikusan lecsökkent. Ez az arány a megyén belül is megmutatkozik, ahol a számos közigazgatási változtatás mellett a nemzetiségi megoszlás homogenizálódik. Az 2001-es népszámlálási adatok szerint Nyitrán a magyarok létszáma már az 1500 főt sem éri el. A zoboralji magyarság asszimilációjának mértéke az 1991 és 2001 közötti időszakban a szlovákiai átlag kétszerese volt, számuk megközelítőleg 20%-kal csökkent.
A Nyitrai járásban 1919-ben az első (hivatalosnak nem elismert) csehszlovák népszámlálás alapján 48,5 ezer lakosból több mint 17,5 ezer volt magyar. 1940-ben az első hivatalos szlovák népszámlálás szerint a csonka Nyitrai járásban 93097 személy élt, ebből 2797 idegen és 90300 szlovák állampolgár. Ebből 13,23% (kb. 11950-12300) volt magyar nemzetiségű a hivatalos kimutatás szerint. 13 településen alkottak többséget, Lajoson pedig hivatalosan 25-50% között volt a számuk. Révész Bertalan szerint a magyarok száma az 1960-as években még 26 ezer volt, s ez az 1990-es évekre 14 ezerre csökkent. 2001-ben ugyanitt (más közigazgatási felosztásban) 163,5 ezer lakosból a magyarok száma megközelítette a 11 ezret. 2011-ben 159 ezer lakosból a magyarok száma már csak épp hogy meghaladta a 9 ezret. 2021-ben a Nyitrai járás lakosainak száma 164 788. Lakosságának 4,13 százaléka, azaz már csak 6798 személy vallotta be első helyen a magyar nemzetiségét. A folyamatos tendenciából kiindulva mára már ezt a számot sem érheti el.
A második világháború után a hivatalosan reszlovakizáltak aránya a Nyitrai és a Verebélyi járásban az 1930-as (!) adatokhoz és az országos átlaghoz viszonyítva kiemelkedően magas arányú volt.

## Híres szülöttei
- Esterházy János – Csehszlovákiai magyar politikus a két háború között, az Egyesült Magyar Párt ügyeleti elnöke, a háború után Szibériába internálták, 1949-től haláláig Csehszlovákia börtöneiben raboskodott. Rehabilitációja a mai napig nem történt meg.